# Военно-Грузинская дорога
Вое́нно-Грузи́нская доро́га (груз. საქართველოს სამხედრო გზა, осет. Арвыкомы фӕндаг, дословно: «дорога Небесного ущелья», ингуш. ГIалгIай никъ) — историческое, с начала XIX века, название военной дороги через Главный Кавказский хребет, соединяющей города Владикавказ (Северная Осетия) и Тбилиси (Грузия).
Дорога, как древний исторический путь, была известна с древних времён как Дарьяльский проход. Длина современной дороги 208 километров. Постепенно поднимаясь, дорога проходит по долине реки Терек, пересекает Скалистый хребет по Дарьяльскому ущелью, затем по ущелью реки Байдарка подходит к Крестовому перевалу (высота 2379 метров), откуда спускается в долину реки Белая Арагви и по правобережью реки Кура выводит к Тбилиси.
Дорога является частью европейского маршрута E 117. Российский участок дороги в перечне автомобильных дорог общего пользования федерального значения числится как автомобильная дорога А161: Владикавказ — Нижний Ларс — граница с Грузией (до 31 декабря 2017 года допускалось использование прежнего обозначения автодороги Р301). Грузинский участок дороги имеет обозначение : Мцхета — Степанцминда — Ларс (граница с Россией).
Контрольно-пропускные пункты на российско-грузинской границе — Верхний Ларс (Северная Осетия, Россия) и Дариали (до 2008 года — Казбеги) (Грузия).
В XXI веке начался процесс серьезной модернизации дороги, идёт строительство ответвлений значительно сокращающий путь (см. Тоннель Гудаури), возводятся мосты и тоннели. Обновлённая дорога является планом развития коридора Север-Юг (англ. North–South Corridor), часть Коридора № 2 в рамках программы CAREC.

## История
Дорога следует древнему историческому пути, соединявшему Северный Кавказ и Закавказье через Дарьяльское ущелье, её описание имеется ещё у древних греков (Страбон). Этот путь был также известен под названием Дарьяльский проход.
После подписания в 1783 году Георгиевского трактата о протекторате Российской империи над Картли-Кахети российско-грузинское общение заметно оживилось. В урочище ингушского селения Заур-Ков была основана крепость Владикавказ. Официально Военно-Грузинская дорога начиналась от станицы Екатериноградской, тогда это был город. В то время дорога была единственной транспортной связью двух стран. Современное название — Военно-Грузинская — закрепилось за дорогой после начала её реконструкции российским военным ведомством под руководством Павла Цицианова (1803).

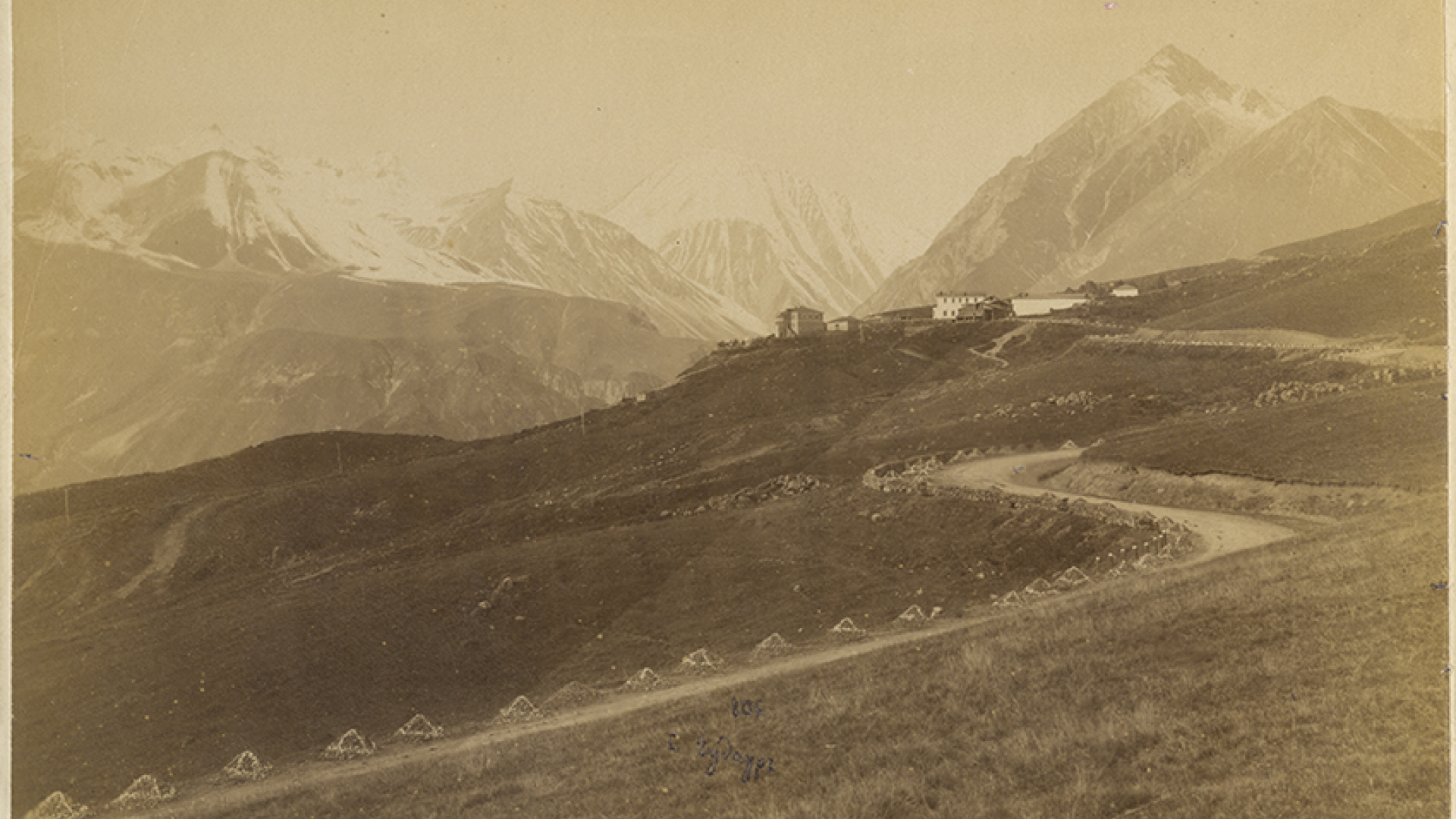
Дорога в 1894 году

Постоянное сообщение по дороге было открыто в 1799 году, передвижение было весьма трудным — посланный в том году в Картли-Кахети отряд Русской армии под командованием генерала Лазарева прибыл на место через 36 дней. После получения Картли-Кахети подданства России (1801) началось строительство новой, улучшенной Военно-Грузинской дороги. В 1811 году дорога перешла под надзор Управления путей сообщения России, был проведён колоссальный объём работ — сняты откосы, созданы карнизы, сделаны выемки, построены мосты, проведена отсыпка, возведены плотины и дамбы, для предотвращения обвалов — подпорные стены и крытые траншеи и так далее. В 1814 году открыто движение экипажей, с 1827 года — устроена экспресс-почта.
На дороге были устроены 11 станций (следуя из Владикавказа) — Балта, Ларс, Казбек, Коби, Гудаури, Млеты, Пасанаури, Ананур, Душет, Цилкани, Мцхета, далее — Тифлис. На всех станциях имелись помещения для бесплатного ночлега.
В 1837 году была предпринята попытка обойти Крестовый перевал, направив дорогу через Гудамакарское и Гудушаурское ущелья и Квенатский перевал, однако через десять лет, в 1847 году, после проведённых изысканий было решено вернуться на первоначальный маршрут.
В 1861 году руководство работами на дороге принял Б. Статковский, к 1863 году дорожное полотно дороги было шоссировано. В разные годы по ней проезжали Александр Грибоедов, Александр Пушкин, Михаил Лермонтов, Николай II, Коста Хетагуров, Лев Толстой (1851), Антон Чехов, Владимир Маяковский, Никита Хрущёв (1934).

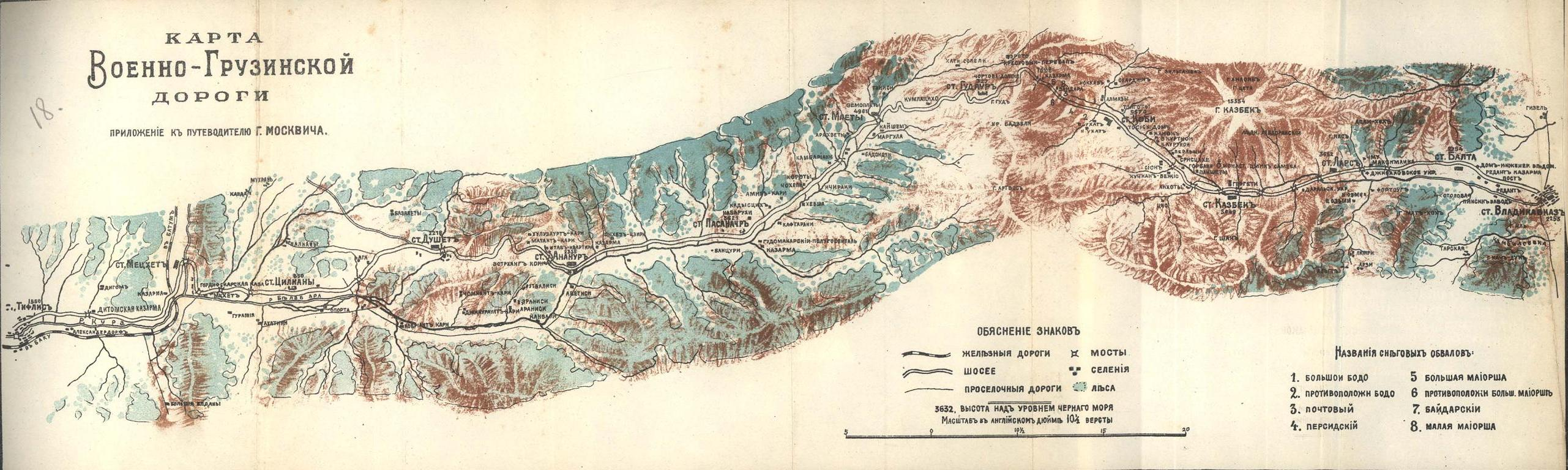
Карта дороги 1913 года

В 1910—1914 годах вдоль Военно-Грузинской дороги планировалась постройка междугородней трамвайной линии от Владикавказа до Тифлиса протяжённостью 202 км с обеспечением питания контактной сети несколькими мини-гидроэлектростанциями, однако проект не был осуществлён в связи с началом Первой мировой войны и последующим распадом Российской империи.
Дорога продолжала активно использоваться и в советский период и долгое время оставалась единственной автодорогой между РСФСР и Грузинской ССР, проходящей сквозь Кавказские горы, пока в 1986 году не была открыта Транскавказская магистраль с Рокским тоннелем.

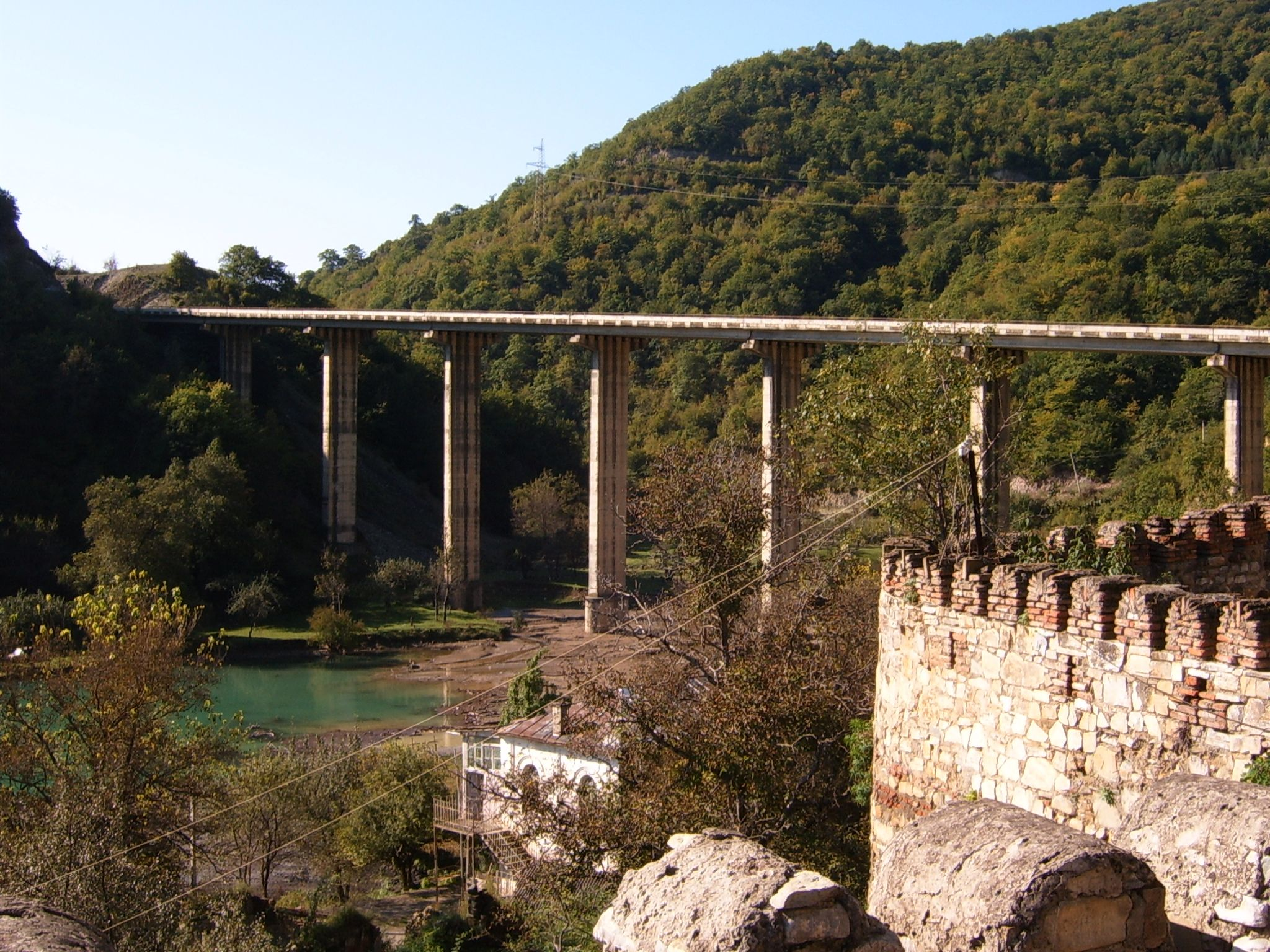
Автомобильный мост у посёлка Ананури. В правом нижнем углу виден участок стены Крепости Ананури XVI—XVIII веков

В постсоветский период дорога приобрела особое значение, поскольку другие автомобильные грузино-российские маршруты стали невозможны. Так, маршрут вдоль Черноморского побережья (через Адлер — Сочи) был блокирован вследствие Грузино-абхазского конфликта. А Транскавказская магистраль, проходящая через Южную Осетию, перестала использоваться после российско-грузинской войны 2008 года. Этой единственной российско-грузинской дорогой активно пользовалась Армения, поскольку последняя находилась с Азербайджаном во взаимной блокаде из-за неурегулированного Карабахского конфликта.
В тоже время были и периоды полного простоя этой дороги. Так с 11 июля 2006 года она была закрыта со стороны России на неопределённый срок. Формальным поводом для закрытия дороги стала реконструкция контрольно-пропускного пункта «Верхний Ларс» на российском участке границы. Фактически легальный въезд из России в Грузию автомобильным транспортом был невозможен. Пункт пропуска после почти четырёхлетнего перерыва вновь заработал с 1 марта 2010 года.

### Дорога Квешети—Коби
В XXI веке в Закавказье началось активное развитие инфраструктурных проектов для повышения транзитного и туристического потенциала стран региона. В контексте этого в Грузии было принято решение о глубокой модернизации единственной действующей автомагистрали связывающее Россию и Грузию. Был утверждён план строительства нового 23-километрового участка дороги Квешети—Коби, являющейся, в свою очередь, частью международного коридора «Север-Юг» (часть Коридора № 2 в программе CAREC). Этот 23-километровый участок является самым сложным и опасным на автомобильной трассе  Мцхета—Степанцминда—Ларс (грузинский отрезок Военно-Грузинской дороги), где в зимний период часто возникает опасность схода лавин, из-за чего дорога закрывается. В рамках проекта требовалось возвести 5 мостов и 5 тоннелей, включая 9-ти километровый Тоннель Гудаури. Этот тоннель, минующий Крестовый перевал под землёй, по завершении строительства признан стать самым длинным в Грузии.
Новая дорога обеспечит круглогодичное и безопасное движение, устраняя проблемы, связанные с погодными условиями, в результате которых ранее часто блокировалось движение на этом участке. Ожидается, что после завершения проекта время в пути от Тбилиси до границы с Россией сократится с 2,5 часов до 1 часа 45 минут, что значительно повысит транспортную доступность и транзитный потенциал региона.
Финансирование ведётся за счет Азиатского банка развития, Европейского банка реконструкции и развития и средствами Правительства Грузии. А строительными работами занялись компании из Китая и Грузии. Проект был поделён на две фазы. В первую был включен подъезд к Тоннелю Гудари и сам тоннель, а ко второй фазе относилось строительство 4 тоннелей (длинной 1541, 194, 388 и 299 метров) и 5 мостов (включая мост высотой 166 метров). Самый сложный участок — Тоннель Гудаури был завершён китайской компанией в 2024 году. Первую фазу проекта планируется открыть в 2025 году для доступа к селению Гудаури. Реализация всего проекта была намечена на конец 2026 года.

## Достопримечательности
По всей трассе дороги встречаются грузинские памятники старины: соборы, крепости, сторожевые башни. На Военно-Грузинской дороге расположены Мцхета (древняя столица Грузии), храм-монастырь Джвари (конец VI — начало VII вв.). Дорога проходит мимо Земо-Авчальской ГЭС.
- Село Чми — находится комплекс археологических памятников (погребения в катакомбах с оружием) от эпохи бронзы вплоть до позднего средневековья. Там же располагается крупный аланский могильник VI—IX вв., где было найдено большое количество оружия, инвентаря, предметов быта алан.
- Церковь Святого Николая у осетинского села Бинаг Ларс (середина XIX века)

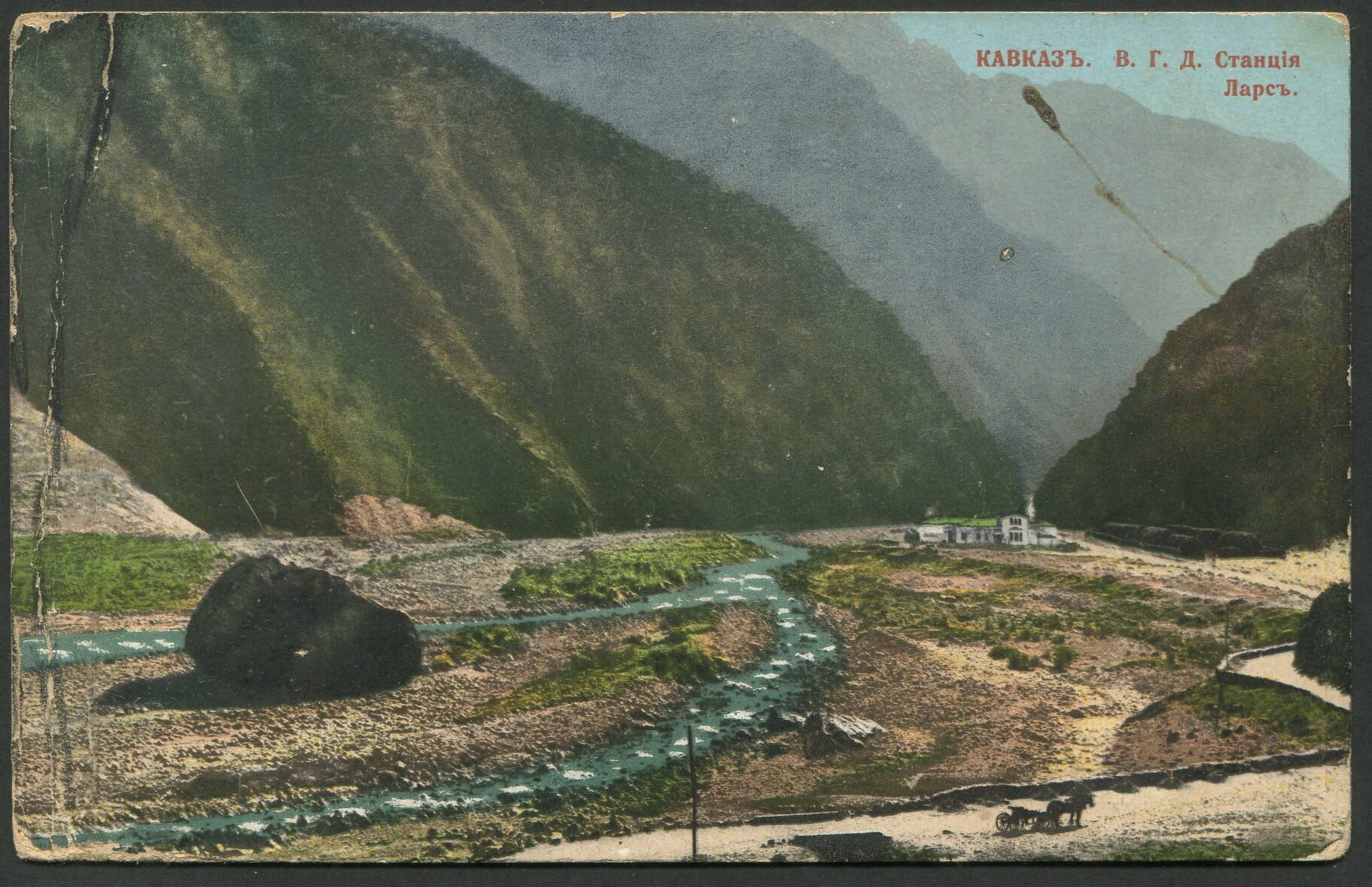
«Ермоловский камень» на старой открытке

- «Ермоловский камень» на старой открытке«Ермоловский камень» («Махмад кхера») — гигантский гранитный валун в пойме Терека неподалёку от селения Верхний Ларс на российско-грузинской границе, принесённый в 1832 году с гор во время обвала Девдоракского ледника на Казбеке.
- Гора Казбек (5033 м), одна из высочайших вершин Кавказа, а у её подножия — живописнейшая Троицкая церковь в Гергети.
- Дарьяльское укрепление, построенное в 1844 году в Дарьяльском ущелье для охраны дороги[19].
- «Замок Тамары» — развалины старой башни на противоположном берегу Терека. Возможно, здесь находилось, упоминаемое римским историком I века н. э. Плинием укрепление Кумания[20].
- Скала «Пронеси Господи»
- Средневековые сигнально-сторожевые башни.
- Сионская роща — зелёный оазис среди снежных вершин Кавказа.
- Крестовый перевал — высшая точка Военно-Грузинской дороги, самый удобный проход в центральной части Главного Кавказского хребта.
- Гудаурская пропасть и самое высокогорное на Военно-Грузинской дороге селение Гудаури, за которым дорога по извилистому Земомлетскому спуску[21] (инженер Б. Статковский) довольно круто (на 250 м по вертикали) спускается в ущелье реки Арагви. Спуск состоит из 6 ярусов, вырубленных в лавовых породах, и представляет собой замечательный образец инженерного искусства середины XIX века. Этот участок был открыт для движения лишь в 1861 году. Ранее дорога проходила по Квешети-Кайшаурскому направлению.
- Замковый ансамбль позднефеодальной эпохи — крепости XVI—XVII веков в селении Ананури.
- Руины крепости Бебрисцихе
- Самтаврский могильник — обнаруженное в 1871 году при дорожных работах древнее (X–XI века до н. э.) захоронение людей, принадлежащих к другой этнической группе, нежели современные грузины.

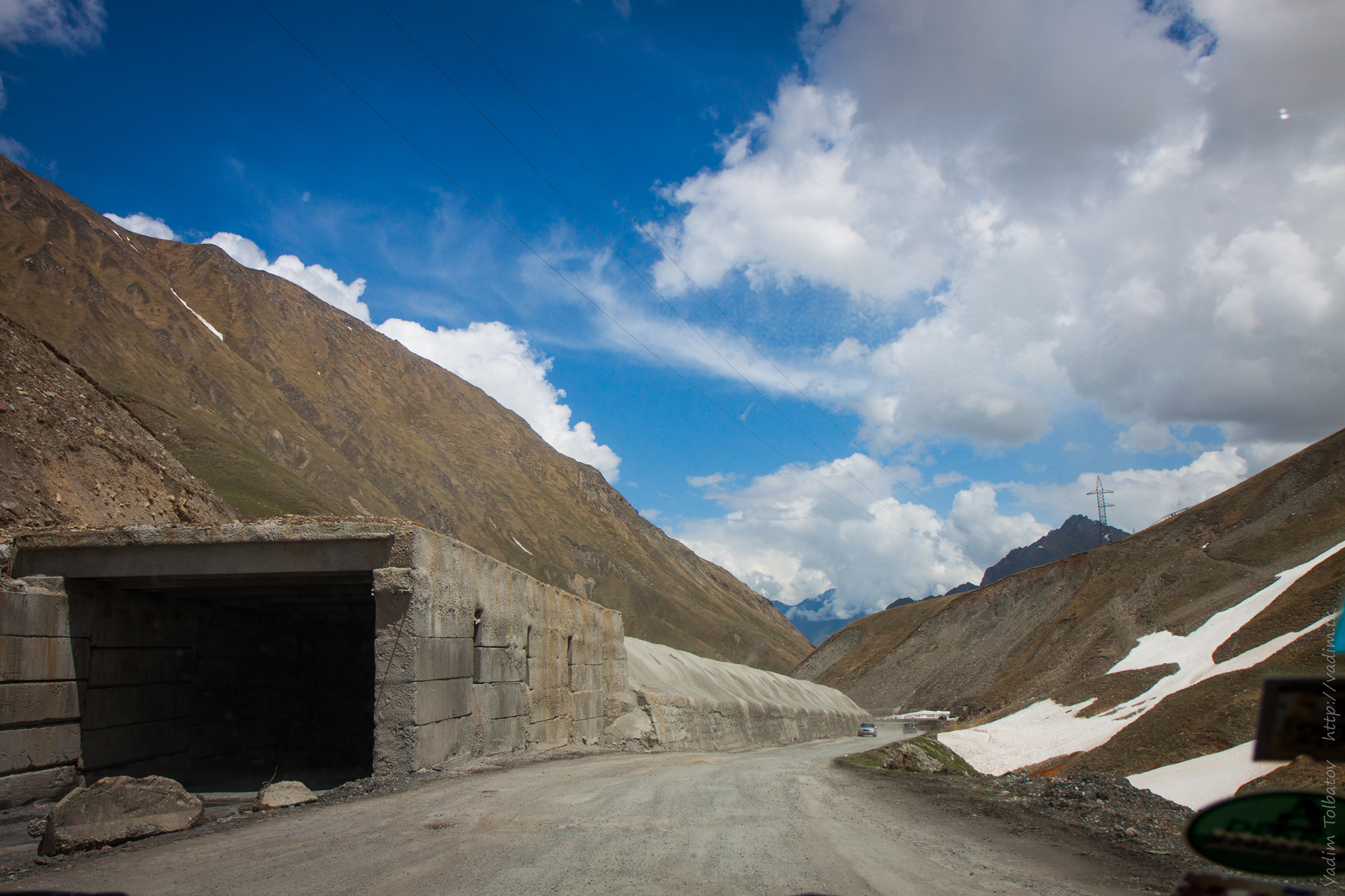
Май 2013 года. Большинство тоннелей неосвещены, поэтому используются только в лавиноопасный период
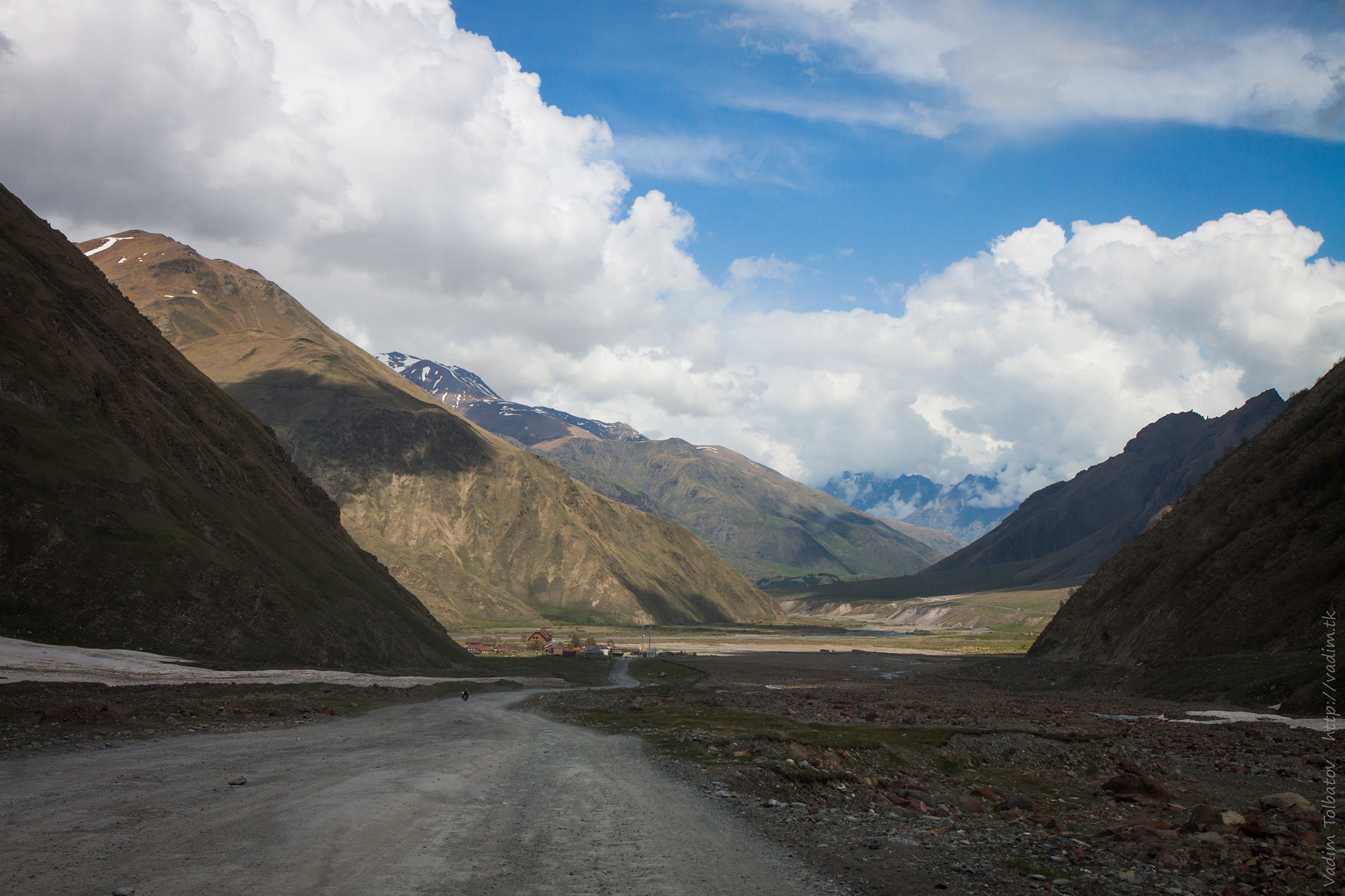
Военно-Грузинская дорога. Общий вид
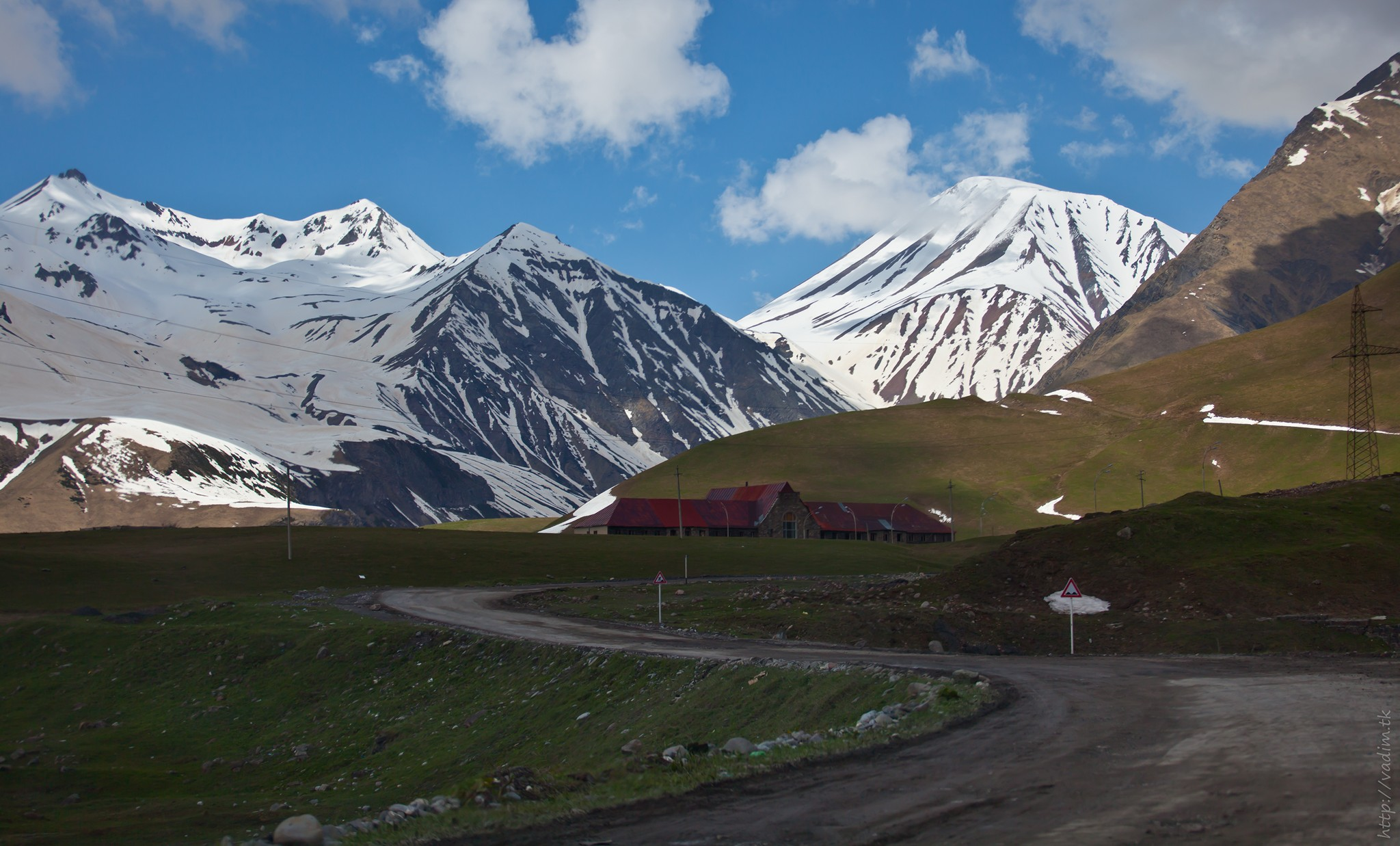
В окрестностях горнолыжного курорта Гудаури
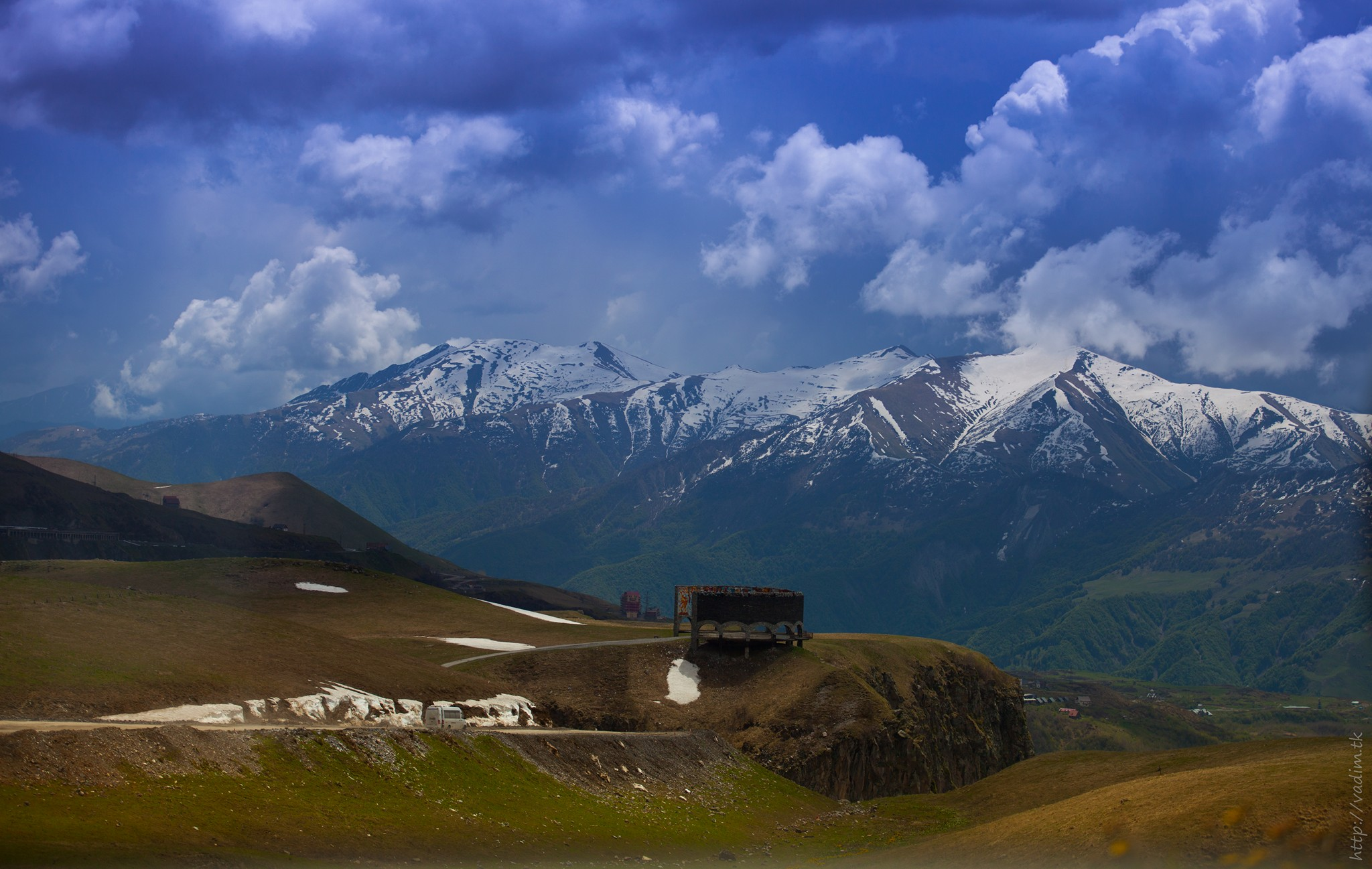
Памятник русско-грузинской дружбы 1983 года — одна из достопримечательностей
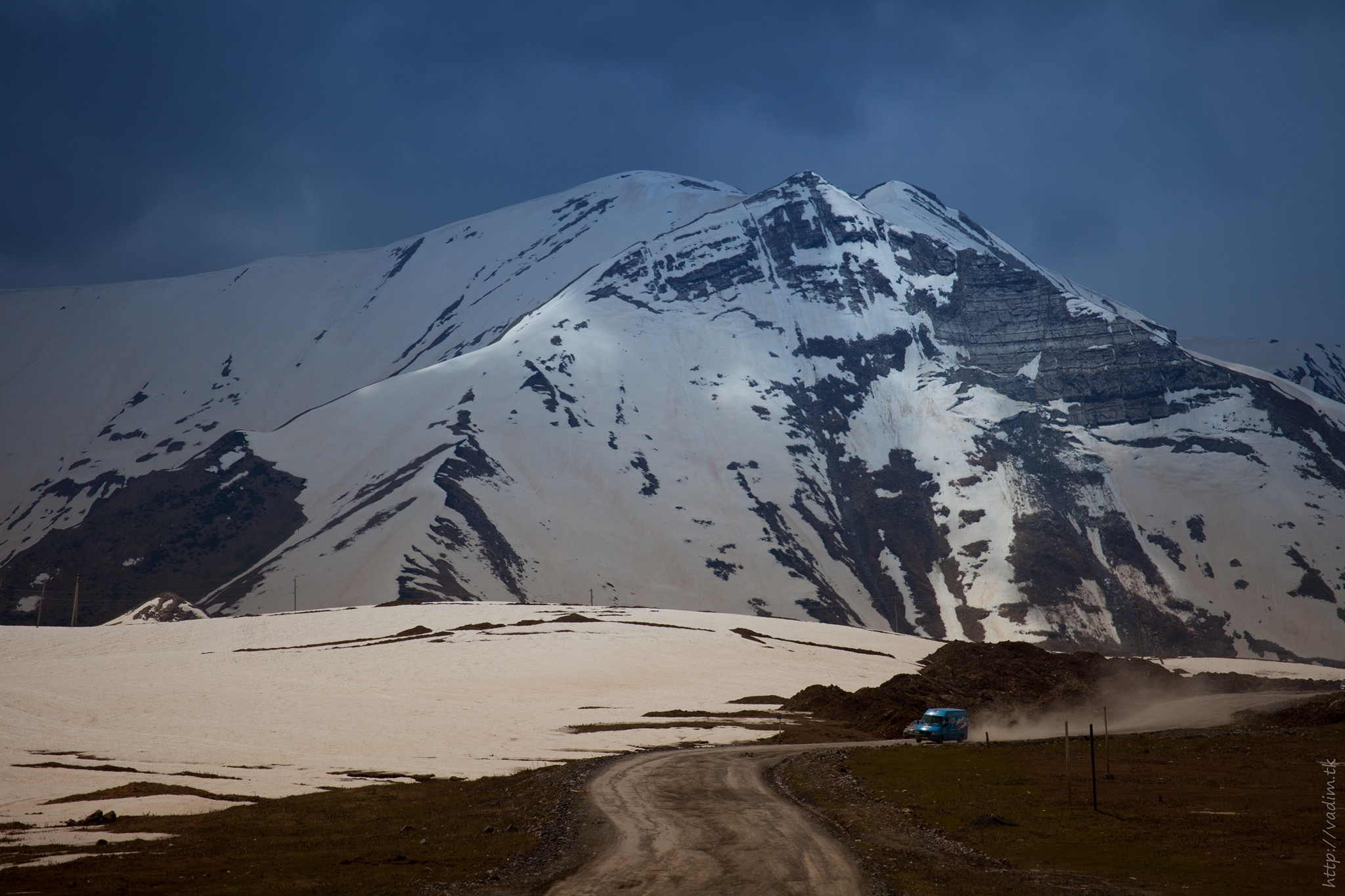
В районе Крестового перевала
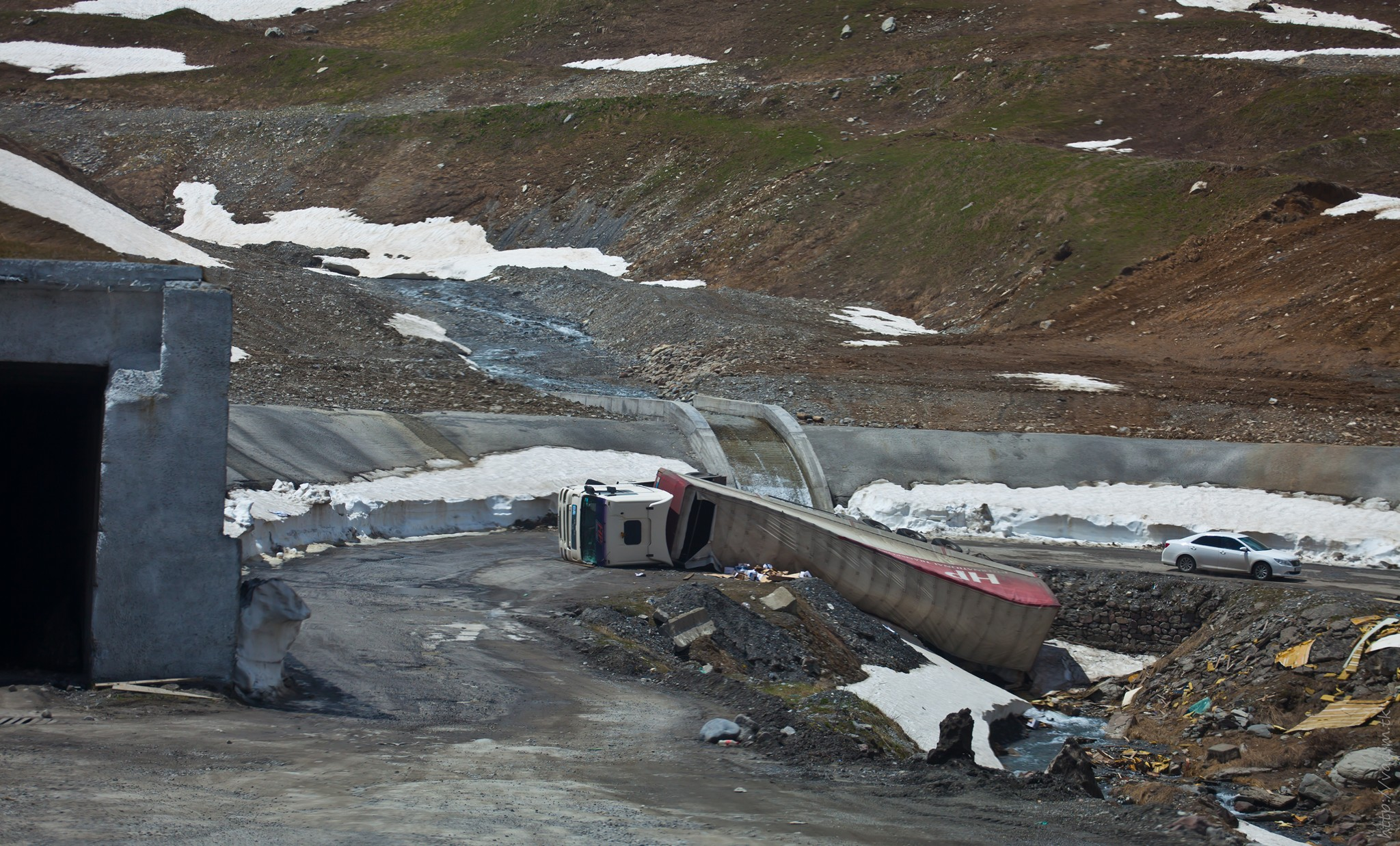
ДТП на Военно-Грузинской дороге
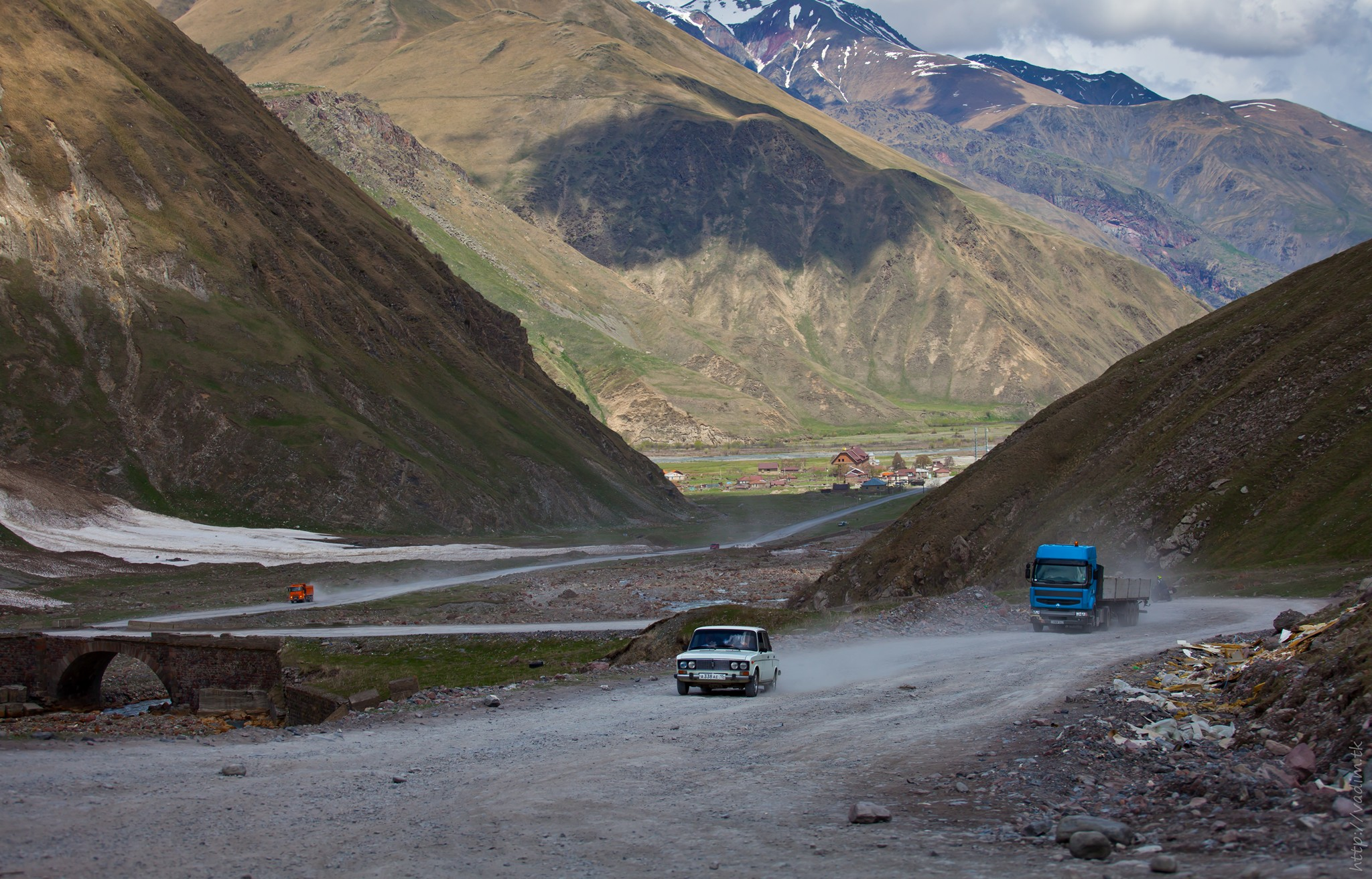
Подъезд к селу Алмасиани
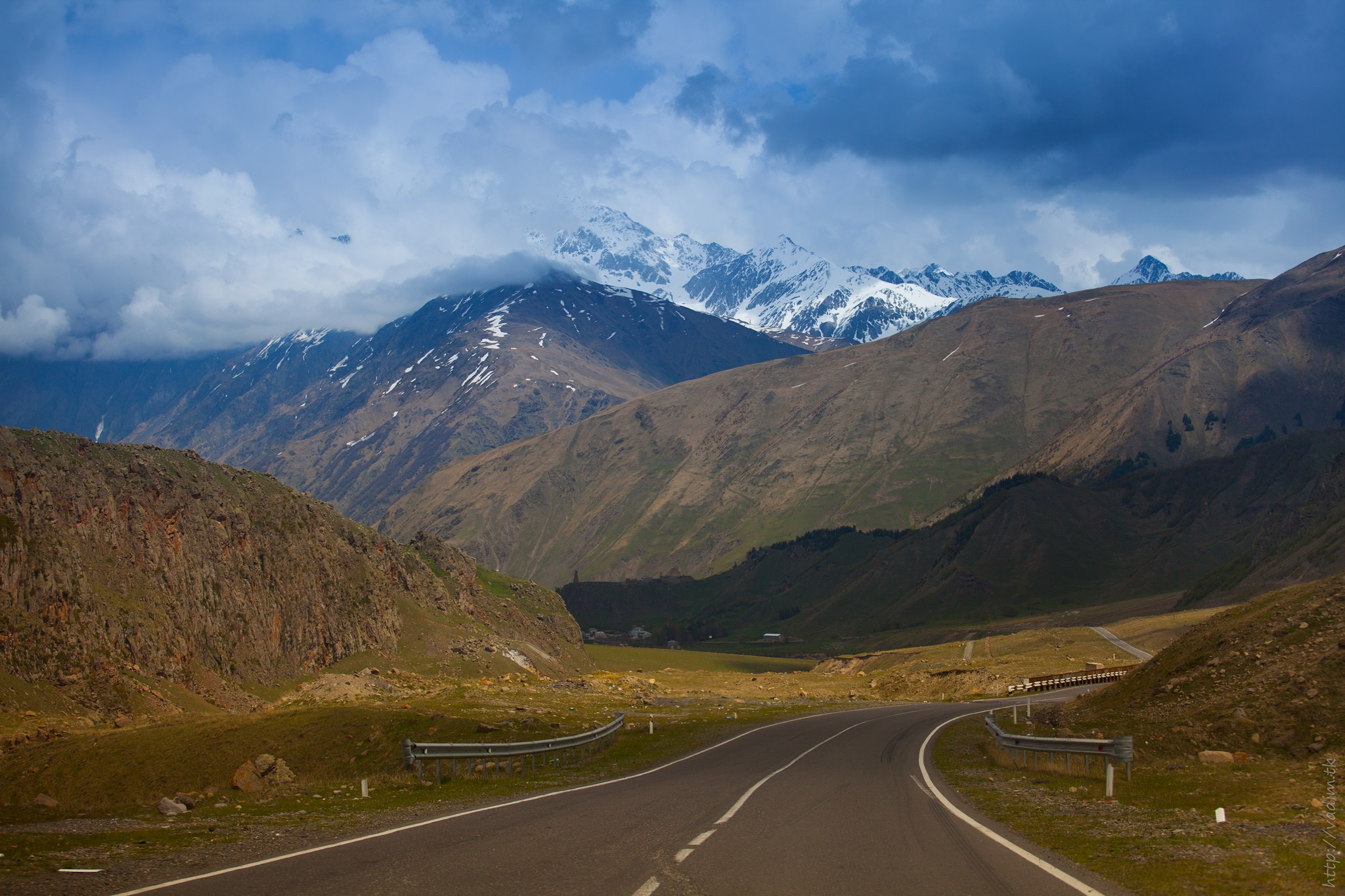
Участок Сиони — Степанцминда

## Легенда маршрута
- Владикавказ

- бывшие казармы кадетского корпуса
- развалины укрепления Редант
- гора Фетхус

- Балта

- Скалистое ущелье

- Ларс
- Казбеги
- Коби
- Гудаури
- Млеты
- Пассанаури
- Ананури
- Душети
- Цилканы
- Мцхета

- ущелье реки Кура
-  мост через реку Кура
- Мухадверская шоссейная казарма
- Дигомское поле
- Дигомская шоссейная казарма
- Верейское поле
-  мост через реку Вере

- Тбилиси

## Исторические снимки

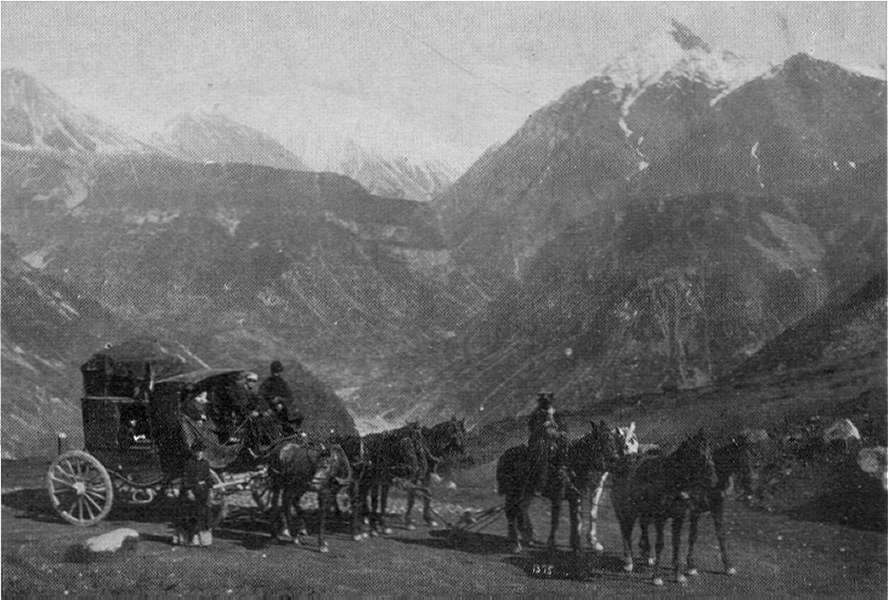
Дорога в 1911 году
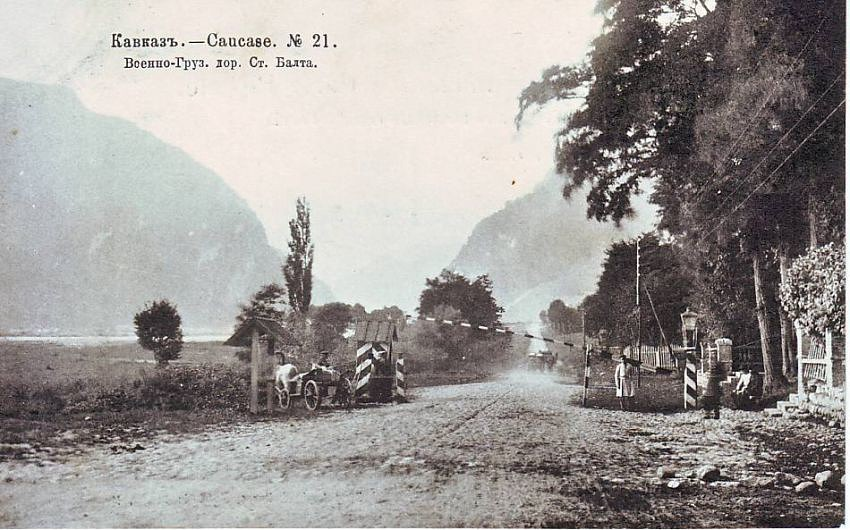
Дорога в начале XX века
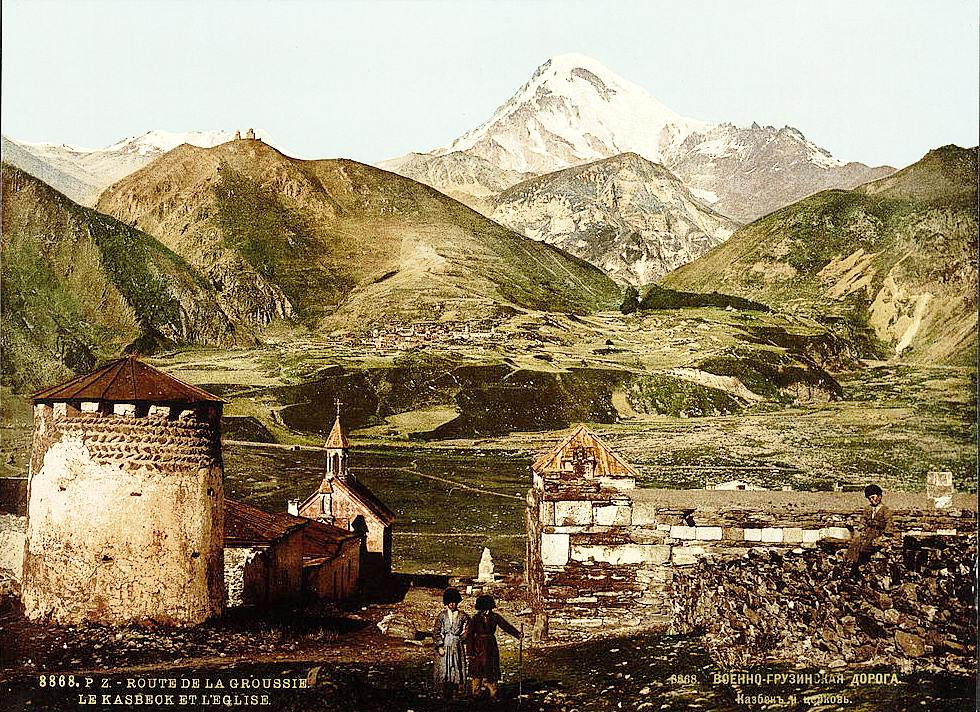
Военно-Грузинская дорога у горы Казбек. Почтовая открытка
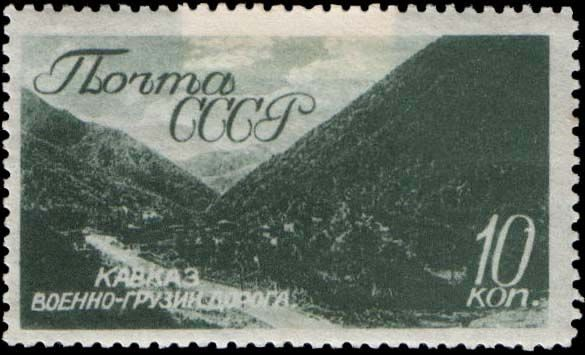
Почтовая марка СССР, 1938 год